# علم السموم المائية

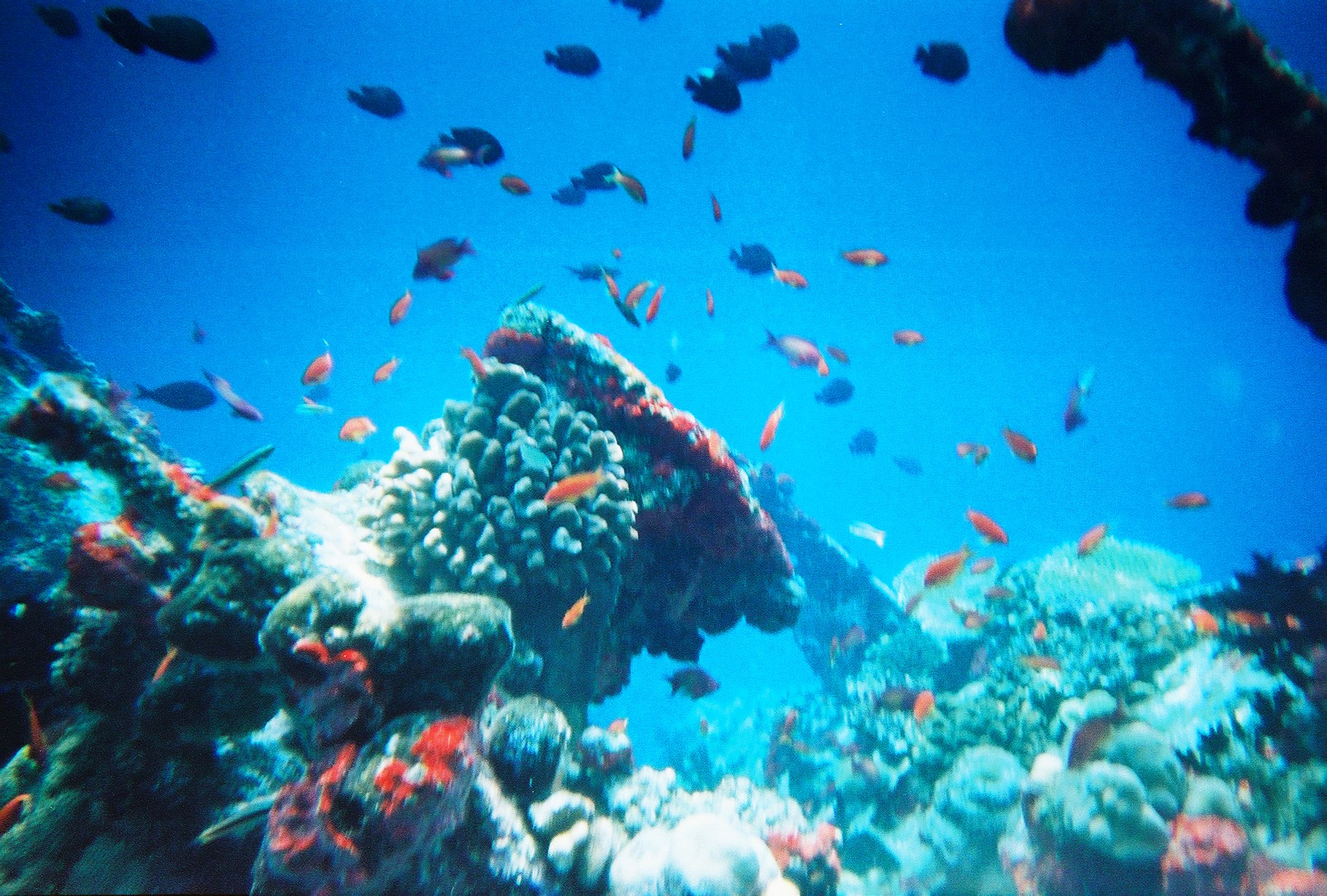

علم السموم المائية، هو دراسة آثار المواد الكيميائية المصنعة وغيرها من المواد والأنشطة البشرية الطبيعية على الكائنات المائية بمختلف مستويات تنظيمها، من داخل الخلية إلى الأفراد وحتى المجتمعات والنظم الإيكولوجية. يُعرف علم السموم المائية بأنه المجال متعدد التخصصات الذي يدمج علم السموم والنظم البيئية المائية والكيمياء المائية.
يشمل هذا المجال من الدراسة بيئات المياه العذبة والمياه البحرية والبيئات الرسوبية. تشمل الاختبارات الشائعة اختبارات سمية حادة ومزمنة قياسية تدوم من 24 إلى 96 ساعة (اختبار حاد) وحتى 7 أيام أو أكثر (اختبارات مزمنة). تقيس هذه الاختبارات النقاط الجوهرية مثل البقاء والنمو والتكاثر، والتي تقاس عند كل تركيز من تراكيز التدرج، إلى جانب اختبار التحكم، إذ تُستخدم في هذا الاختبار عادةً كائنات حية مُختارة ذات حساسية بيئية للمواد السامة، والتي يتوافر معلومات كافية عنها. يمكن الحصول على هذه الكائنات الحية بسهولة من الطبيعة أو عبر استنباتها في المختبر، والتي يُعتبر التعامل معها سهلًا.

## نبذة تاريخية
لم يبدأ استخدام اختبار السمية الحادة، حتى عام 1930 تقريبًا، على الرغم من أن الأبحاث الأساسية في علم السموم قد بدأت في بلدان متعددة في القرن التاسع عشر. أصبحت تأثيرات المواد الكيميائية والنفايات على الأنواع غير البشرية مسألة عامة خلال العقدين الماضيين، وبدأت حقبة بيكل جار للتجارب الأحيائية مع زيادة الجهود لتوحيد تقنيات اختبار السمية.
يُعد إقرار القانون الفيدرالي لمكافحة تلوث المياه لعام 1947 في الولايات المتحدة، بمثابة أول تشريع شامل لمكافحة تلوث المياه، وتبعه القانون الفيدرالي لمكافحة تلوث المياه في عام 1956. جُندت المصالح العامة والحكومية في عام 1962في هذا المجال، ويرجع ذلك في جزء كبير منه إلى كتاب الربيع الصامت الذي نشرته راشيل كارسون، إذ صدر قانون جودة المياه لعام 1965 بعد ثلاث سنوات من نشره، والذي وجه الولايات إلى تطوير معايير جودة المياه. استمر الوعي العام، وكذلك الاهتمام العلمي والحكومي، في النمو طوال سبعينيات القرن العشرين، وتوسعت الأبحاث بحلول نهاية العقد، لتشمل تقييم المخاطر وإدراتها. استمر علم السموم المائية في العقود اللاحقة بالتوسع والتدويل، إذ أصبح هناك الآن تطبيق قوي لاختبار السمية لحماية البيئة.

## اختبارات السمية المائية
اختبارات السمية المائية (فحوصات): تُستخدم اختبارات السمية لتوفير بيانات نوعية وكمية عن آثار المواد السامة السلبية (الضارة) على الكائنات المائية. يمكن استخدام اختبارات السمية لتقييم احتمال حدوث ضرر للبيئة المائية وتوفير قاعدة بيانات يمكن استخدامها لتقييم المخاطر المرتبطة بحالة معينة لمادة سامة محددة. يمكن إجراء اختبارات السموم المائية في الحقل أو في المختبر. تشير التجارب الحقلية عمومًا إلى التعرض المتعدد للأنواع، وأما التجارب المخبرية تشير عمومًا إلى التعرض الفردي للأنواع. تُستخدم علاقة الجرعة - الاستجابة بشكل شائع مع المنحني السيني لتقدير التأثيرات السامة عند نقطة نهاية محددة أو معايير التأثير (مثل الموت أو أي تأثير ضار آخر على الكائن الحي). يكون التركيز على المحور السيني، ويكون تثبيط أو استجابة النسبة المئوية على المحور ص.
يمكن أن تتضمن المعايير الخاصة بالتأثيرات، أو نقاط النهاية التي اختيرت من أجلها، تأثيراتٍ قاتلة وقُرب مميتة.

## اقرأ أيضًا
- علم أحياء المياه العذبة
- علم السموم